# 부원여자중학교
부원여자중학교(富元女子中學校)는 대한민국 인천광역시 부평구 부평동에 있는 공립 중학교이다.

## 학교 연혁
- 2002년 2월 8일 : 학교 설립인가(12학급)
- 2002년 3월 1일 : 제1대 조병옥 교장 취임
- 2002년 3월 5일 : 12학급 517명 입학
- 2005년 2월 15일 : 제1회 졸업생 489명 졸업
- 2006년 9월 21일 : U- 모둠 학습실 개관
- 2007년 3월 2일 : 특수학급 1학급 설치
- 2023년 2월 13일 : 제19회 졸업생 315명 졸업
- 2023년 3월 1일 : 제8대 김옥자 교장 취임
- 2024년 3월 4일 : 10학급(특수학급 포함) 입학 308명

## 참고 자료
- 부원여자중학교 - 한국교육학술정보원 학교알리미